# Mayottella dimorpha
Mayottella dimorpha är en kackerlacksart som beskrevs av Roth, L. M. 2002. Mayottella dimorpha ingår i släktet Mayottella och familjen småkackerlackor.
Artens utbredningsområde är Komorerna. Inga underarter finns listade i Catalogue of Life.